# Révleányvár
Révleányvár je vesnice v Maďarsku v Cigándském okrese v župě Boršod-Abov-Zemplín (maďarsky Borsod-Abaúj-Zemplén).
Má rozlohu 1649 ha a žije tu 552 obyvatel (2007).

## Geografie
Révleányvár se nachází v severní části Maďarska, 112 km od krajského města Miskolc. Nejbližším městem je 40 km vzdálený Sátoraljaújhely.